# SSX (videojuego de 2012)
SSX (inicialmente llamado SSX: Deadly Descents) es un videojuego de snowboarding, lanzado en febrero y marzo de 2012 por las desarrolladoras Ea Canada y EA Sports. Es un reboot del título original del 2000: SSX.
Es el único título de la saga que no fue creado por EA Sports BIG. El juego tuvo éxito en su lanzamiento, pero en poca demanda de ventas.

## Personajes

### Principales
En SSX igual encontramos el siguiente listado de la mayoría de personajes que han estado en los anteriores títulos de SSX.
- Elise Riggs
- Kaori Nishidake
- Mackenzie Fraser "Mac"
- Moby Jones
- Zoe Payne
- Griff Simmons
- Psymon Stark

Personajes de contenido descargable
Los siguientes personajes desde abril de 2012, se encuentran en PlayStation Network y en Xbox Live como contenido descargable.
- Eddie Wachowski (desde el 3 de abril de 2012, se colocó a Eddie como personaje del contenido descargable)
- Travis Rice (el snowboarder estadounidense presto su cuerpo para aparecer en el juego)

### Nuevos personajes
En SSX existen 3 personajes nuevos, que únicamente aparecen en este título de SSX.
- Alex Moreau (Femenino, 26 años, modelo)
- Ty Thorsen (Masculino, 26 años, snowboarder)
- Tane Mumea (Masculino, 28 años, cofundador de SSX y snowboarder)

## Banda sonora
En el siguiente listado encontramos toda la banda sonora del videojuego:
- Cameo and Krooked - "Breezeblock"
- Cameo and Krooked - "Portal"
- DELS - "Capsize" (Joe Goddard & Roots Manuva)
- Digitalism - "Blitz"
- DJ Shadow - "I Gotta Rokk (Irn Mnky Swagger Mix)"
- Felguk - "Plastic Smile" (Example) (Original Mix)
- Flux Pavilion - "I Can't Stop"
- Foster the People - "Houdini"
- Handsome Furs - "Damage"
- Hyper - "Accelerate"
- J Boogie's Dubtronic Science - "Magik" (Egyptian Lover Remix)
- Kid Digital - "Done With That" (Profit) (Original Mix)
- Lateef the Truthspeaker - "Oakland" (Del the Funky Homosapien & The Grouch)
- Nero - "Scorpions"
- Noisia - "Could This Be"
- Noisia - "Machine Gun"
- Pretty Lights - "Hot Like Dimes" (Versión SSX)
- Raffertie - "Twitch" (Versión SSX: It Grows & Grows)
- Run-D.M.C. - "It's Tricky" (Pretty Lights Remix)
- Skrillex - "Scatta" (Foreign Beggars & Bare Noize)
- Styrofoam Ones - "Better"
- The Big Pink - "Stay Gold"
- The Herbaliser - "What You Asked For" (Versión SSX)
- The Hives - "1000 Answers"
- The Naked and Famous - "Young Blood"
- The Prototypes - "Your Future"
- The Qemists - "Bones" (Kellermensch)
- The Qemists - "Lifeline"
- The Qemists - "Stompbox" (Spor Remix)
- Theophilus London - "I Stand Alone" (Ocelot Remix)
- TRS-80 - "Mirage"
- Turbowolf - "A Rose for The Crows"
- Two Door Cinema Club - "Something Good Can Work" (The Twelves Remix)
- Wretch 32 - "Traktor" (L Marshall)
- Zion-I - "Drop It On The 1" (The Grouch) (Versión SSX)